# Devario neilgherriensis
Devario neilgherriensis är en fiskart som först beskrevs av Day, 1867.  Devario neilgherriensis ingår i släktet Devario och familjen karpfiskar. IUCN kategoriserar arten globalt som starkt hotad. Inga underarter finns listade i Catalogue of Life.